# M6 Fargo
M6 Fargo (ang. pełna nazwa 37 mm Gun Motor Carriage M6) – amerykański kołowy niszczyciel czołgów z okresu II wojny światowej.